# Kendaia
Kendaia, nekadašnje selo Seneka Indijanaca, jednog od plemena Irokeza, koje se nalazilo u blizini današnjeg gradića Kendaia u okrugu Seneca u američkoj saveznoj državi New York. Dok ga u rujnu 1779. nije uništio general Sullivan, imalo je oko 20 velikih kuća.
Kod raznih autora bilo je poznato pod imenima Appletown (Livermore, 1779), Canadia, Candaia, Kandaia, Conday, Kendaes (Pouchotova karta, 1758),, Kindais, Saint Coy (McKendry, 1779).